# Naohiro Takahara
Naohiro Takahara (高原 直泰 Takahara Naohiro?) (Mishima, Prefectura de Shizuoka, 4 de junio de 1979) es un exfutbolista japonés que jugaba como delantero. Desarrolló su carrera profesional en su país, aunque también actuó en el fútbol de Argentina, Alemania y Corea del Sur. Fue jugador de la selección de fútbol de Japón.
En 2015 fundó el club Okinawa SV, del cual ha sido jugador y entrenador, como también presidente.

## Trayectoria
Takahara comenzó su carrera en el Júbilo Iwata de su país natal en 1998. Tras marcar 32 goles en 78 partidos con su primer club, fue transferido a Boca Juniors de Argentina en 2001, siendo presentado como una figura de renombre como parte de una operación con la que el presidente Mauricio Macri pretendía expandir las ventas al prolífico mercado asiático. Fue el segundo japonés en jugar en el fútbol argentino -después de Yasushi Kawakami-, y el primero en hacerlo en la Primera División de Argentina. Pese a la expectativa puesta en él, Takahara no pudo afianzarse en su equipo, disputando únicamente 7 partidos y convirtiendo tan solo un gol, en el triunfo de Boca Juniors frente a Lanús por 6-1 el 23 de septiembre de 2001.
Tras su paso por Boca regresó al Júbilo Iwata, donde ganó la J1 League consagrándose como máximo goleador y mejor jugador del torneo. 
A fines de diciembre de 2002 firmó un contrato por dos años y medio para jugar en el Hamburgo S.V. De ese modo se convirtió en el tercer japonés en actuar en la Bundesliga, teniendo como a sus antecesores a Yasuhiko Okudera y Kazuo Ozaki. 
Al culminar su contrato con el Hamburgo S.V. -donde marcó 13 goles en 97 partidos-, fue fichado por el Eintracht Fráncfort, otro club de la  Bundesliga. Allí jugaría hasta diciembre de 2007, anotando 12 goles más en 38 partidos. 
Regresó a la J1 League en enero de 2008, al ser contratado por el Urawa Red Diamonds. Salvo por un semestre en 2010 en la K League 1 de Corea del Sur jugando para el Suwon Bluewings, el resto de su carrera transcurriría en diversas categorías del fútbol japonés. 
En diciembre de 2015 fundó junto al judoca Tadahiro Nomura al club Okinawa SV. La entidad fue creada con un nombre alemán y con los colores de Boca Juniors. Allí se desempeñaría en un triple rol de jugador, entrenador y presidente. 
Se retiró de la competición como jugador en septiembre de 2023.

## Selección nacional
Takahara representó a su país tanto a nivel juvenil como a nivel absoluto. 
Su debut con la selección de fútbol de Japón se produjo en 2000 en un duelo ante Singapur. Disputó los Juegos Olímpicos de Sídney 2000 y la Copa Asiática de ese mismo año donde su seleccionado se proclamó campeón. Sin embargo, en 2002 no pudo jugar la Copa Mundial de Fútbol por no llegar a recuperarse a tiempo de una neumonía que lo había afectado en abril, retornando a la actividad con su selección recién en la Copa Confederaciones 2003. Además, participó de la Copa Mundial de Fútbol de 2006.

### Participaciones en Copa Asiática
| Copa               | Sede                                | Resultado    | Partidos | Goles |
| ------------------ | ----------------------------------- | ------------ | -------- | ----- |
| Copa Asiática 2000 | Líbano                              | Campeón      | 5        | 5     |
| Copa Asiática 2007 | Indonesia Malasia Tailandia Vietnam | Cuarto lugar | 6        | 4     |

### Participaciones en Copa Confederaciones
| Copa                      | Sede    | Resultado    | Partidos | Goles |
| ------------------------- | ------- | ------------ | -------- | ----- |
| Copa Confederaciones 2003 | Francia | Primera fase | 3        | 0     |

### Participaciones en Copas del Mundo
| Copa              | Sede     | Resultado    | Partidos | Goles |
| ----------------- | -------- | ------------ | -------- | ----- |
| Copa Mundial 2006 | Alemania | Primera fase | 3        | 0     |

### Participaciones en Juegos Olímpicos
| Torneo                | Sede   | Resultado        | Partidos | Goles |
| --------------------- | ------ | ---------------- | -------- | ----- |
| Juegos Olímpicos 2000 | Sídney | Cuartos de final | 4        | 3     |

## Estadísticas

### Clubes
| Club                                        | Div.          | Temporada     | Liga  | Liga  | Copas nacionales | Copas nacionales | Copa de la Liga | Copa de la Liga | Torneos internacionales | Torneos internacionales | Total | Total |
| Club                                        | Div.          | Temporada     | Part. | Goles | Part.            | Goles            | Part.           | Goles           | Part.                   | Goles                   | Part. | Goles |
| ------------------------------------------- | ------------- | ------------- | ----- | ----- | ---------------- | ---------------- | --------------- | --------------- | ----------------------- | ----------------------- | ----- | ----- |
| Júbilo Iwata Japón                          | 1.ª           | 1998          | 20    | 5     | 2                | 0                | 6               | 4               | —                       | —                       | 28    | 9     |
| Júbilo Iwata Japón                          | 1.ª           | 1999          | 21    | 9     | 3                | 1                | 1               | 0               | —                       | —                       | 25    | 10    |
| Júbilo Iwata Japón                          | 1.ª           | 2000          | 24    | 10    | 0                | 0                | 2               | 0               | —                       | —                       | 26    | 10    |
| Júbilo Iwata Japón                          | 1.ª           | 2001          | 13    | 8     | 0                | 0                | 2               | 2               | —                       | —                       | 15    | 10    |
| Júbilo Iwata Japón                          | 1.ª           | 2002          | 27    | 26    | 3                | 0                | 0               | 0               | —                       | —                       | 30    | 26    |
| Júbilo Iwata Japón                          | Total club    | Total club    | 105   | 58    | 8                | 1                | 11              | 6               | —                       | —                       | 124   | 65    |
| C. A. Boca Juniors Argentina                | 1.ª           | 2001          | 6     | 1     | —                | —                | —               | —               | 1                       | 0                       | 7     | 1     |
| Hamburgo S. V. · Alemania                   | 1.ª           | 2002-03       | 16    | 3     | —                | —                | —               | —               | —                       | —                       | 16    | 3     |
| Hamburgo S. V. · Alemania                   | 1.ª           | 2003-04       | 29    | 2     | 3                | 1                | 3               | 1               | 2                       | 0                       | 37    | 4     |
| Hamburgo S. V. · Alemania                   | 1.ª           | 2004-05       | 31    | 7     | 1                | 0                | —               | —               | 1                       | 0                       | 33    | 7     |
| Hamburgo S. V. · Alemania                   | 1.ª           | 2005-06       | 21    | 1     | 2                | 1                | —               | —               | 10                      | 0                       | 33    | 2     |
| Hamburgo S. V. · Alemania                   | Total club    | Total club    | 97    | 13    | 6                | 2                | 3               | 1               | 13                      | 0                       | 119   | 16    |
| Eintracht Fráncfort · Alemania              | 1.ª           | 2006-07       | 30    | 11    | 4                | 4                | —               | —               | 5                       | 2                       | 39    | 17    |
| Eintracht Fráncfort · Alemania              | 1.ª           | 2007-08       | 8     | 1     | 2                | 0                | —               | —               | —                       | —                       | 10    | 1     |
| Eintracht Fráncfort · Alemania              | Total club    | Total club    | 38    | 12    | 6                | 4                | —               | —               | 5                       | 2                       | 49    | 18    |
| Urawa Reds Japón                            | 1.ª           | 2008          | 27    | 6     | 1                | 0                | 3               | 1               | 4                       | 1                       | 35    | 8     |
| Urawa Reds Japón                            | 1.ª           | 2009          | 32    | 4     | 0                | 0                | 8               | 2               | —                       | —                       | 40    | 6     |
| Urawa Reds Japón                            | 1.ª           | 2010          | 4     | 0     | 0                | 0                | 1               | 1               | —                       | —                       | 5     | 1     |
| Urawa Reds Japón                            | Total club    | Total club    | 63    | 10    | 1                | 0                | 12              | 4               | 4                       | 1                       | 80    | 15    |
| Suwon Samsung Bluewings F. C. Corea del Sur | 1.ª           | 2010          | 12    | 4     | 1                | 0                | —               | —               | 1                       | 0                       | 14    | 4     |
| Shimizu S-Pulse Japón                       | 1.ª           | 2011          | 28    | 8     | 1                | 0                | 4               | 1               | —                       | —                       | 25    | 9     |
| Shimizu S-Pulse Japón                       | 1.ª           | 2012          | 18    | 1     | 0                | 0                | 2               | 0               | —                       | —                       | 20    | 1     |
| Shimizu S-Pulse Japón                       | Total club    | Total club    | 46    | 9     | 1                | 0                | 6               | 1               | —                       | —                       | 53    | 10    |
| Tokyo Verdy Japón                           | 2.ª           | 2013          | 41    | 11    | 0                | 0                | —               | —               | —                       | —                       | 41    | 11    |
| Tokyo Verdy Japón                           | 2.ª           | 2014          | 0     | 0     | 0                | 0                | —               | —               | —                       | —                       | 0     | 0     |
| Tokyo Verdy Japón                           | Total club    | Total club    | 41    | 11    | 0                | 0                | —               | —               | —                       | —                       | 41    | 11    |
| S. C. Sagamihara Japón                      | 3.ª           | 2014          | 21    | 5     | 0                | 0                | —               | —               | —                       | —                       | 21    | 5     |
| S. C. Sagamihara Japón                      | 3.ª           | 2015          | 33    | 6     | 0                | 0                | —               | —               | —                       | —                       | 33    | 6     |
| S. C. Sagamihara Japón                      | Total club    | Total club    | 54    | 11    | 0                | 0                | —               | —               | —                       | —                       | 54    | 11    |
| Okinawa S. V. Japón                         | 5.ª           | 2018          | 17    | 11    | —                | —                | —               | —               | —                       | —                       | 17    | 11    |
| Okinawa S. V. Japón                         | 5.ª           | 2019          | 11    | 7     | 2                | 1                | —               | —               | —                       | —                       | 19    | 8     |
| Okinawa S. V. Japón                         | 5.ª           | 2020          | 4     | 5     | 1                | 0                | —               | —               | —                       | —                       | 5     | 5     |
| Okinawa S. V. Japón                         | 5.ª           | 2021          | 15    | 5     | 1                | 0                | —               | —               | —                       | —                       | 16    | 5     |
| Okinawa S. V. Japón                         | 5.ª           | 2022          | 13    | 2     | 1                | 0                | —               | —               | —                       | —                       | 14    | 2     |
| Okinawa S. V. Japón                         | 4.ª           | 2023          | 2     | 0     | 0                | 0                | —               | —               | —                       | —                       | 2     | 0     |
| Okinawa S. V. Japón                         | Total club    | Total club    | 68    | 30    | 5                | 1                | —               | —               | —                       | —                       | 73    | 31    |
| Total carrera                               | Total carrera | Total carrera | 530   | 159   | 28               | 8                | 32              | 12              | 24                      | 3                       | 614   | 182   |

## Palmarés

### Campeonatos nacionales
| Título               | Club           | País     | Año  |
| -------------------- | -------------- | -------- | ---- |
| Copa J. League       | Júbilo Iwata   | Japón    | 1998 |
| J1 League            | Júbilo Iwata   | Japón    | 1999 |
| Supercopa de Japón   | Júbilo Iwata   | Japón    | 2000 |
| J1 League            | Júbilo Iwata   | Japón    | 2002 |
| Copa de la Liga      | Hamburgo S. V. | Alemania | 2003 |
| Kyushu Soccer League | Okinawa S. V.  | Japón    | 2019 |
| Kyushu Soccer League | Okinawa S. V.  | Japón    | 2021 |
| Kyushu Soccer League | Okinawa S. V.  | Japón    | 2022 |

### Campeonatos internacionales
| Título                 | Club                        | Sede     | Año  |
| ---------------------- | --------------------------- | -------- | ---- |
| Campeonato Sub-17      | Selección de Japón (sub-17) | Catar    | 1994 |
| Copa de Clubes de Asia | Júbilo Iwata                | Teherán  | 1999 |
| Supercopa Asiática     | Júbilo Iwata                | Yeda     | 1999 |
| Copa Asiática          | Selección de Japón          | Líbano   | 2000 |
| Copa Intertoto         | Hamburgo S. V.              | Valencia | 2005 |

### Distinciones individuales
| Distinción                                      | Año  |
| ----------------------------------------------- | ---- |
| Máximo goleador del Campeonato Sub-19 de la AFC | 1998 |
| 11 ideal de la Copa Asiática                    | 2000 |
| Equipo All Star de la AFC                       | 2000 |
| Jugador Más Valioso de la J. League             | 2002 |
| Máximo goleador de la J. League                 | 2002 |
| J. League Best XI                               | 2002 |
| Máximo goleador de la Copa Asiática             | 2007 |